# Solo Piano
Solo Piano – solowy album amerykańskiego pianisty jazzowego Tommy’ego Flanagana. Płyta została wydana przez duńską wytwórnię Storyville Records 13 czerwca 2005. Nagrania powstały podczas sesji w Zurychu (Szwajcaria) w 1974.

## O albumie
Istnieją poważne podejrzenia, że dziesięć ostatnich utworów zamieszczonych na tym CD nie zostało nagranych przez Flanagana (styl gry różni się znacznie od pełnego dystynkcji, delikatnego grania Flanagana; jednym z muzyków branych pod uwagę był Adam Makowicz). Nie przedłużając dyskusji o pomyłce Storyville wycofał ten album ze swego katalogu.

## Muzycy
- Tommy Flanagan – fortepian

## Lista utworów
| 1.  | "Parisian Thoroughfare" (Bud Powell)                                                                                                   | 3:37    |
|     | |         |
| 2.  | "Wall" | 2:39    |
|     | |         |
| 3.  | "Isn't It Romantic" (Richard Rodgers)                                                                                                  | 3:38    |
|     | |         |
| 4.  | "Sleepin' Bee" | 4:47    |
|     | |         |
| 5.  | "Yesterdays" (Jerome Kern) | 3:30    |
|     | |         |
| 6.  | "Stompin' At The Savoy" (Edgar Sampson)                                                                                                | 4:42    |
|     | |         |
| 7.  | "Strayhorn Medley": | 11:52   |
|     | - "Passion Flower" (Billy Strayhorn) - "Chelsea Bridge" (Billy Strayhorn) - "Pretty Girl" (Billy Strayhorn) - "UMMG" (Billy Strayhorn) |         |
| 8.  | "Con Alma" (Dizzy Gillespie) | 3:07    |
|     | |         |
| 9.  | "If You Could See Me Now" (Tadd Dameron)                                                                                               | 3:27    |
|     | |         |
| 10. | "Ruby My Dear" (Thelonious Monk) | 3:03    |
|     | |         |
| 11. | "Lover" | 2:48    |
|     | |         |
| 12. | "Rosetta" | 2:17    |
|     | |         |
| 13. | "Jitterbug Waltz" | 2:52    |
|     | |         |
| 14. | "Caravan" (Juan Tizoll) | 1:41    |
|     | |         |
| 15. | "Willow Weep For Me" (Ann Ronell) | 3:27    |
|     | |         |
| 16. | "Just One Of Those Things" (Cole Porter)                                                                                               | 2:36    |
|     | |         |
| 17. | "Poor Butterfly" (Raymond Hubbell) | 2:50    |
|     | |         |
| 18. | "Well, You Needn't" (Thelonious Monk)                                                                                                  | 1:55    |
|     | |         |
| 19. | "St. Louis Blues" (W.C. Handy) | 2:18    |
|     | |         |
| 20. | "All The Things You Are" (Jerome Kern)                                                                                                 | 4:10    |
|     | |         |
|     | | 1:11:16 |
|     | |         |

## Informacje uzupełniające
- Produkcja – Anders Stefansen
- Zdjęcia – Jen Perrson
- Projekt okładki – Chrisna Morten